# Marian Tulczyński

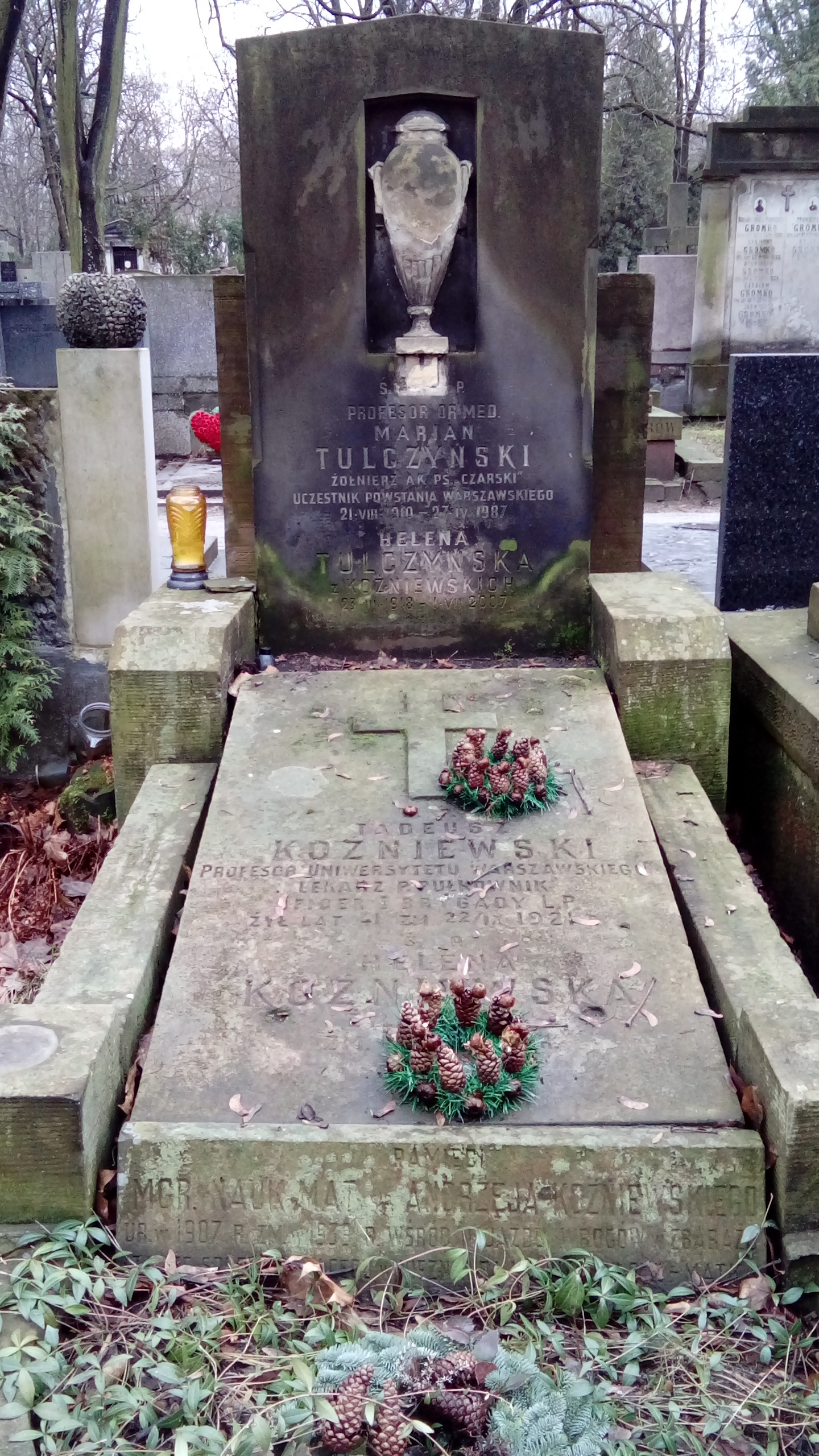
Grób Mariana Tulczyńskiego na cmentarzu Powązkowskim

Marian Jacek Tulczyński, ps. Czarski (ur. 21 sierpnia 1910 w Skierniewicach, zm. 27 kwietnia 1987 w Warszawie) – polski lekarz, internista i zakaźnik.

## Życiorys
W 1930 roku rozpoczął studia medyczne. Studiował na Uniwersytecie Karola w Pradze, potem na Uniwersytet Stefana Batorego w Wilnie (1933-1934), a następnie od czwartego roku na Uniwersytecie Warszawskim (1935-1937). 
W roku 1937 otrzymał dyplom lekarza. Jeszcze jako student i wkrótce po uzyskaniu dyplomu 
zatrudnił się w pracowniach naukowych Katedry i Kliniki Chorób Wewnętrznych u prof. Witolda Orłowskiego.
W 1939 r. został zmobilizowany i brał udział w kampanii wrześniowej za co został odznaczony Srebrnym Krzyżem Zasługi. W czasie II wojny światowej brał udział w tajnym nauczaniu, należał do AK i w Powstaniu Warszawskim razem z żoną prowadzili punkt opatrunkowy. Po upadku Ochoty wyszedł z miasta z ludnością cywilną.
Po zakończeniu wojny został lekarzem w Głównym Urzędzie Morskim i ordynatorem w Szpitalu Zakaźnym w Gdańsku. Powrócił do Warszawy w roku 1946, i rozpoczął pracę jako asystent prof. Witolda Orłowskiego w II Klinice Chorób Wewnętrznych Uniwersytetu Warszawskiego, a później w I Klinice Akademii Medycznej.
W 1947 r. Marian Tulczyński uzyskał stopień doktora medycyny, a habilitację w 1951. Do 1953 roku jako docent nadal pracował w I Klinice Chorób Wewnętrznych AM w Warszawie. Do czasu gdy Minister Zdrowia skierował go do
czasowego prowadzenia Kliniki Chorób Wewnętrznych Instytutu Hematologii w Warszawie. 
Następnie od stycznia 1954 r. został przydzielony do Białegostoku. W latach 1954–1958 był kierownikiem I Kliniki Chorób Wewnętrznych Akademii Medycznej w Białymstoku. Mieszkał nadal w Warszawie i tam co tydzień jeździł; na ultymatywne polecenie przeniesienia się do Białegostoku na stałe odpowiedział rezygnacją z zajmowanego stanowiska.
Po powrocie do Warszawy w latach 1958–1972 objął stanowisko ordynatora Oddziału Chorób Wewnętrznych Szpitala Grochowskiego w Warszawie, a potem w latach 1973–1980 kierował Kliniką Chorób Wewnętrznych Instytutu Gruźlicy.

## Działalność wydawnicza
Marian Tulczyński od 1946 roku był redaktorem naukowym w Instytucie Naukowo-Wydawniczym (późniejszym Państwowym Zakładzie Wydawnictw Lekarskich). 
Był autorem akademickiego "Podręcznika badań laboratoryjnych". 
W latach 1946–1950 pełnił funkcję sekretarza redakcji "Problemów Współczesnej Medycyny Wewnętrznej" i a od 1952 roku był redaktorem naczelnym "Wiadomości Lekarskich". Został członkiem Komisji Wydawniczej VI Wydziału Polskiej Akademii Nauk.
Na emeryturę przeszedł w 1980 roku.
Marian Tulczyński zmarł w Warszawie i jest pochowany na Cmentarzu Powązkowskim w Warszawie (Stare Powązki), kwatera  212, rząd 2, grób 4 (grób rodzinny Koźniewskich).

## Odznaczenia i wyróżnienia[2]
- Krzyż Kawalerski Orderu Odrodzenia Polski
- Złoty i Srebrny Krzyż Zasługi
- Medal „Za udział w wojnie obronnej 1939"
- Medal Zwycięstwa i Wolności 1945